# 杉山成総
杉山 成総（すぎやま なりふさ）は、江戸時代中期の弘前藩士。

## 生涯
享保17年（1732年）に家督1000石を継ぎ、旗奉行となる。元文3年（1738年）に家老となる。
延享元年（1744年）、死去。